# Brabantse Kastelendag
 De Brabantse Kastelendag is een evenement in de provincie Noord-Brabant. Op een speciale dag zijn vele kastelen speciaal voor publiek toegankelijk. Veel kastelen die gedurende het jaar niet geopend zijn, stellen op deze dag hun interieur of tuinen open voor bezoekers. Op vele locaties zijn deskundigen aanwezig om de historie van "hun" kasteel te vertellen of te laten zien.
Er worden diverse activiteiten georganiseerd zoals rondleidingen, muziek, "levende geschiedenis", exposities, theater, ouderwetse kinderspelen, demonstraties zwaardvechten, optredens van valkeniers, boeken- of plantjesmarkten, en speurtochten voor de jongste bezoekers. 
De Brabantse Kastelendag werd op 1 juni (tweede pinksterdag) 2009 voor de negentiende keer georganiseerd. Er waren circa 20 tot 25 kastelen in Noord-Brabant geopend.